# Източно прилепче
Източното прилепче (Pipistrellus abramus) е вид малък кафяв прилеп, който се среща в Югоизточна Азия, Сахалин, Тайван, Филипините и др.

## Общи сведения
Дължината на тялото му е 4-4,9 cm, на крилата — 3-3,7 cm, а на опашката — 2,9-4,5 cm. Тежи 5-10 г. Космите по върха на гърба му са кафяви, а на корема са кафяво-сиви. Прилича на прилепчето на Натузий.

## Начин на живот и хранене
Храни се с бръмбари, нощни пеперуди, двукрили, буболечки и др.
Живее в пещери, дупки в дървета, процепи, както и по тавани на къщи и църкви.